# Scioto
Lo Scioto è un fiume di 372 km di lunghezza degli Stati Uniti che scorre nella parte centrale dello Stato dell'Ohio per andare a sfociare nel fiume Ohio.

## Descrizione
Il fiume ha origine nell'area centro-occidentale dello Stato dell'Ohio e scorre dapprima verso oriente per poi piegare verso sud. Riceve da nord il fiume Little Scioto e prima di bagnare la città di Columbus alimenta i laghi artificiali di O'Shaughnessy e Griggs. A Columbus riceve il suo principale affluente, il fiume Olentangy. A sud di Columbus riceve da sinistra il Big Walnut Creek e da destra il Big Darby Creek. Nell'Ohio meridionale bagna la città di Chillicothe e prosegue nel suo corso verso sud fino a confluire nel fiume Ohio nei pressi di Portsmouth.

## Storia
Il nome del fiume deriva da una parola indiana che significa "cervo".
Il fiume fu utilizzato dagli indiani e dai primi colonizzatori europei come via di navigazione. Nel 1812 sulle sue sponde fu fondata Columbus, la capitale dello Stato dell'Ohio. Oggi la sua portata d'acqua non permette la navigazione.